# Wechselklingen-Rasiermesser

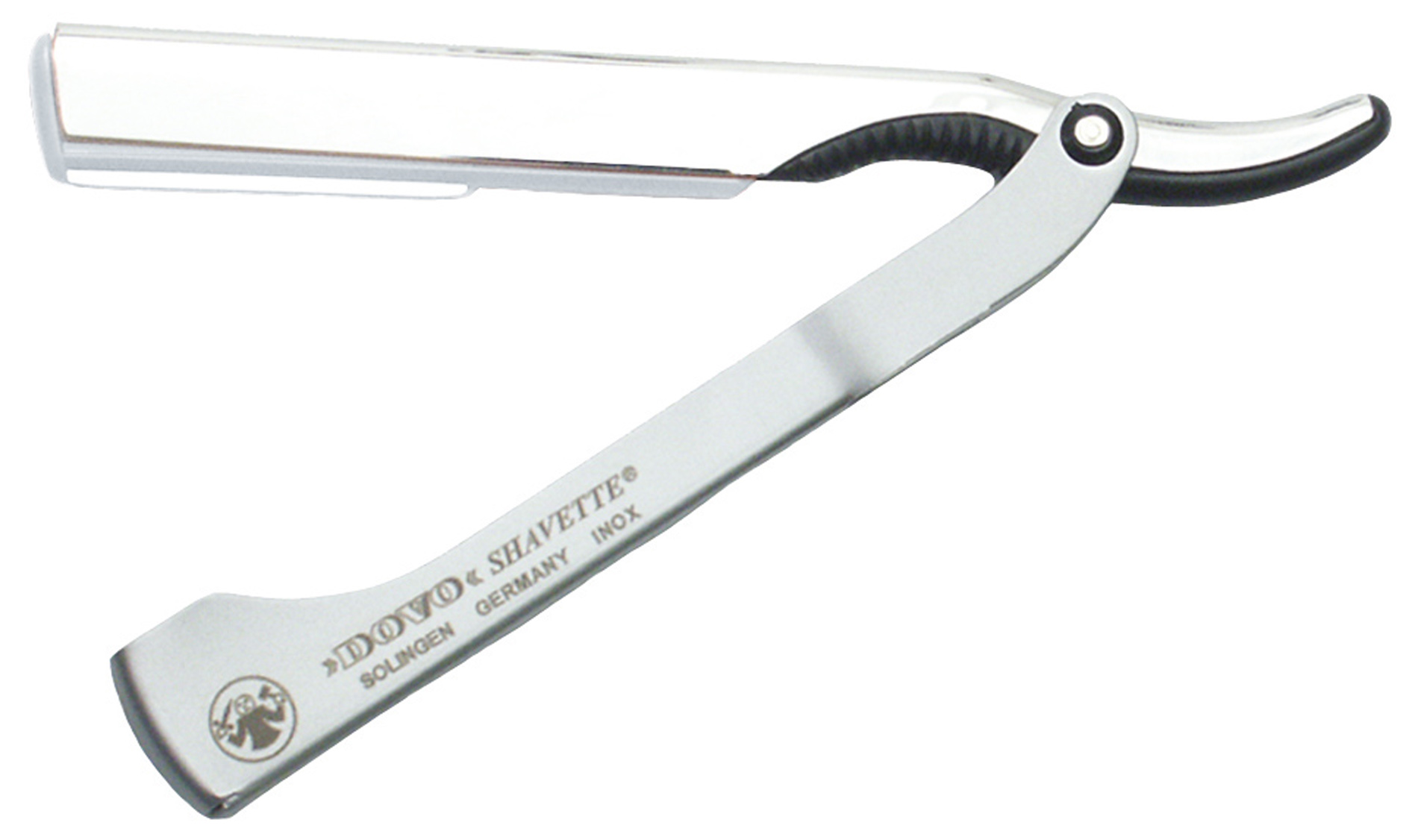
Wechselklingen-Rasiermesser der Marke Shavette

Ein Wechselklingen-Rasiermesser, kurz Wechselklingenmesser genannt, ist ein Rasiermesser mit austauschbarer Klinge. Wechselklingenmesser eignen sich für die Nassrasur des Barts wie für die Nackenrasur. Wie klassische Rasiermesser werden sie vor allem von Herrenfriseuren und Barbieren verwendet. 

## Eigenschaften
Wechselklingen-Rasiermesser vereinen Elemente des klassischen Rasiermessers und des Rasierhobels. Anders als beim Rasierhobel hat der Anwender eine freie Sicht auf die Schneide. Im Gegensatz zum klassischen Rasiermesser muss die Klinge nicht abgezogen oder nachgeschliffen werden, sondern wird bei Bedarf durch eine neue ersetzt. Von Anwendern der Messerrasur wird das Wechselklingenmesser als Übergang vom Rasierhobel oder Systemrasierer auf das klassische Rasiermesser empfohlen.
Bei einigen Modellen können drei unterschiedlich lange Klingen verwendet werden, die in verschiedenen Halterungen befestigt werden. Herkömmliche kurze Rasierklingen haben den Vorteil, dass sie sehr scharf und weit verbreitet sind. Mittellange, einseitige Rasierklingen stellen einen Kompromiss aus Länge und Schärfe dar. Noch längere Rasierklingen kommen einem herkömmlichen Rasiermesser am nächsten.

## Hersteller
Shavette ist der Markenname für die Wechselklingen-Rasiermesser der Firma DOVO Solingen. Die Marke Shavette ist seit Januar 1985 für die Firma DOVO Stahlwaren Bracht GmbH & Co. KG beim Patent- und Markenamt eingetragen. Gelegentlich werden Wechselklingenmesser anderer Hersteller fälschlicherweise als Shavette bezeichnet.
Andere nennenswerte Hersteller von Wechselklingenmessern sind die deutschen Firmen NTS und Tondeo, die ebenfalls in der Klingenstadt Solingen ansässig sind, sowie die Firmen Bolzano und Universal aus Italien und die Firma Feather aus Japan.